# Bimota
A Bimota egyedi és sorozatgyártású motorkerékpárok olasz gyártója. Valerio Bianchi, Giuseppe Morri és Massimo Tamburini 1973-ban alapította Riminiben. A cégnév egy szóösszerántás, amely a három alapító vezetéknevének első két betűjéből származik: Bianchi, Morri és Tamburini.
2013-ban a cég svájci tulajdonba került, majd 2019-ben a Kawasaki Heavy Industries megszerezte a vállalat 49,9%-át.

## Története
1966-ban Valerio Bianchi, Giuseppe Morri és Massimo Tamburini megalapította a fűtőberendezések gyártására szakosodott vállalatát, majd a Motorkerékpárok felé is tekintett a cég. Tamburinit vonzották a motorok, ezért később arra koncentrált, hogy kiváló minőségű vázakat gyártsanak. Az első próbálkozás a Tamburini által átépített MV Agusta és Honda CB750-es volt. Tamburini első saját tervezésű motorja a Bimota HB1 voltm amit a Honda CB750 blokkja köré tervezett acélcső vázzal, amely sokkal könnyebb és merevebb volt, mint a gyári motor. Mindössze 10 darabban gyártottak belőle, amely normál homologizációs tanúsítvánnyal rendelkezett. 1984-ig a Bimota modellek Honda, Kawasaki és Suzuki motorokkal voltak felszerelve (HB2, HB3, KB1, KB2, KB3, SB 2, SB2 80, SB3, SB4).  1985-ben megérkezett a DB1, az első amely Ducati motorral ment. A nyolcvanas évek közepétől a Honda és a Kawasaki motorokat elhagyják a Ducati, a Suzuki és a Yamaha javára. Megszületik a DB1 S, DB1 SR, SB5, YB4 EI, YB5, YB6.
A Bimota mindig is egy kiscég volt, mindig arra törekedett, hogy a bejáratott európai és japán gyártók motorját a legmodernebb alvázalkatrészekkel kombinálja, különösen jó minőségű anyagok felhasználásával. A modellek a sportos minőség javítását célzó finomításának alapján mindig is korlátozott mennyiségben és a versenytársaknál lényegesen magasabb áron készültek. A Rimini cég vezetése az évek során jelentős változásokon ment keresztül, miután a tulajdonosok között konfliktusok alakultak ki a cégválasztással kapcsolatban: Valerio Bianchi még a motoros tevékenység megkezdése előtt elhagyta a társalapító céget, míg 1983-ban Federico Martini Massimo Tamburini helyét vette át, aki Morrival való nézeteltérései miatt a Ducatihoz távozott. 1984 júliusában a Bimota a forradalmi Tesi prototípusának 1983-as EICMA-n való bemutatása után a vásárlói elvárások által generált eladások váratlan bukását követően még felszámolásba is került.
1985-ben megtervezte a DB1-et, amely a Ducati 750 F1 motorja köré épült, és az eladások megmentették a cég vagyonát, ami a csődgondnokságot a piacon belül hagyta, mivel törvény által megengedett 24 hónapon belül fizetőképessé váltak. Ugyanez a tervező vezette be a dobozos alumínium vázakat és az elektronikus befecskendezést a 750 cm³-es motorokon, mind verseny-, mind sorozatgyártásban. Federico Martinit Pierluigi Marconi követte a nyolcvanas évek végén. 1993 -ban Giuseppe Morri, az utolsó megmaradt alapító elhagyta a céget.
A 20. század utolsó évtizedében a Ducati motorok első része a DB2, DB2 SR, DB2 E, DB3 Mantra jelent meg. A Yamaha négyhengereséből született meg az YB8, az YB9 Bellaria, az YB9 SR, az YB Dieci. 1994-ben a Suzuki motorokkal való párosítás visszatért az SB6 és SB7 modelleknél. A következő évben használtak először BMW motort, és megszületett a Supermono. Majd jön az SB6 R, YB9 SRi, YB11, SB8 R és a DB4.
A 2000-es Superbike-világbajnokság közepén főszponzoruk eltűnt, amely lehetetlen anyagi helyzetbe hozta a gyártót és csődöt jelentett. 2003-ban a márka vagyonának új tulajdonosai, Lorenzo Ducati és Giuseppi Della Pietra megalapították az Alternativa Moto-t azzal a szándékkal, hogy Ducati motorokkal teljesen olasz gépeket gyártsanak, és eladták a V-Due jogokat a Win-Winnek. Az új vezetés a korábbi SB8K és SB8K Santamonica fejlesztette, majd bemutatta a DB5-t. A motor elnyerte a "Motorcycle Design Award" díjat, amelyet a "Motorcycle Design Association" ítél oda nekik. A DB5 stílusjegyei közé tartozik a térhálós lengővilla és a burkolat. Két sorozatban gyártották: az egyiket a Ducati 1000-es, a másikat az 1100-as motor hajtja. Ezenkívül kilenc változat készült: DB5 Monoposto, DB5 C, DB5 R, DB5 S Biposto, DB5 C, DB5 R, DB5 Borsalino, DB5 S Biposto és DB5 EVO. Ugyanebben az évben a Tesi 2D-t mindössze 25 példában mutatták be , Ducati 1000 motorral, a Tesi 1D továbbfejlesztésével, amelyet azonban nem a Bimota, hanem a Vyrus fejlesztett ki.
2013. augusztus 30-án a Bimota SpA-t eladták Marco Chiancianesi és Daniele Longoni svájci vállalkozóknak, és a bejegyzett székhely Luganóba költözött, így az adminisztratív és termelési központ Riminiben maradt. 2017-ben a rimini gyár bezárt és a megmaradt alkatrészeket pedig átköltöztették egy közeli raktárba. 2019-ben a Kawasaki vásárolta meg a céget, majd bemutatták a Bimota Tesi H2-t. A Kawasaki a társaság részvényei 49,9%-t birtokolta, míg 50,1%-ban Chiancianesi és Longoni rendelkezik.

## Modellek

### Versenymotorok
- Bimota GB1
- Bimota HB4
- HDB1
- Harley Davidson HDB2
- HDB3
- Bimota SB1
- Bimota SB8K
- Bimota YB3
- Paton BIC 500 8v BM 3
- Paton V 90 BM 4

### 2024-es motorkerékpárok
- Bimota Tera
- Bimota Tesi H2
- Bimota Tesi H2 Carbon
- Bimota KB4
- Bimota KB4 RC
- Bimota BX450

## Versenyzés
1980-ban élte meg a gyár első komolyabb sikerét a versenyzés terén, amikor is a MotoGP 350-es géposztályában Jon Ekerold a Yamaha motor Bimota YB3-mal megnyerte a bajnokságot. A Superbike-világbajnokság első éveiben is sikereket értek el. Virginio Ferrari nyerte meg az 1987-es Formula TT címet egy YB4 EI fedélzetén Davide Tardozzival. Tardozzi öt futamot nyert az 1988-as Superbike-világbajnokságon, többet, mint bármely más versenyző, de végül a tabella harmadik helyén végzett az összetett bajnokságban. A 2000-es Superbike-világbajnokság ausztrál nagydíját nedves körülmények között Anthony Gobert nyerte meg az SB8K-val.
2010-ben beléptek a MotoGP-világbajnokság Moto2-es kategóriájába a HB4-es motorjukkal a SAG Team és az M Racing csapataival. 2012-ben egy év kihagyást követően a SAG visszatért és a HB4 az FTR-rel együtt versenyzett.
2014 előtt az Alstare csapat úgy döntött, hogy két Bimota BB3-mal tér vissza. Azonban ebből a motorból nem készült el elég sok ahhoz, hogy homologizáltatni tudják, így hiába indulhattak el több versenyen, azokon pontot nem tudtak szerezni, és az év végén technikailag kizárták őket a bajnokságból. 2024. április 24-én jelentették be, hogy 2025-ben a Superbike-világbajnokságon a Kawasakival együttműködve. A működéséhez szükséges technológiát a Kawasaki adja majd, a blokk a jól ismert Ninja ZX-10RR lesz, míg az olasz manufaktúra a motor vázát fogja készíteni és a csapat neve Bimota by Kawasaki Racing Team lesz.